# Mama Used to Say
Singles de Junior
Too Late
(1982)
Mama Used to Say est le premier single du chanteur Junior, sorti en 1981.
Le single connaît un succès en Angleterre durant la première moitié de l'année 1982, se classant treize semaines dans le UK Singles Chart, dont deux à la septième place du hit-parade,, ce qui reste sa meilleure position. Il parvient également à se classer à la 30e place au Billboard Hot 100 (hit-parade américain), ce qui lui a valu d'être le prix du meilleur nouveau venu par le magazine
Billboard. En France, il atteint la 56e place du hit-parade.
Plus de trente ans après sa sortie, le titre fut repris par la chanteuse Beverley Knight pour son album Soul UK.

## Liste des pistes
Single 12"
1. Mama Used To Say - 6:40
2. Mama Used To Say (Instrumental) - 6:05
3. Mama Used To Say (English Party Mix) - 4:56

Single 7"
1. Mama Used To Say (American Remix) - 3:35
2. Mama Used To Say (American Instrumental Mix) - 4:35

## Classements hebdomadaires
| Classement (1982)                          | Meilleure position |
| ------------------------------------------ | ------------------ |
| Belgique (Flandre Ultratop 50 Singles)     | 29                 |
| États-Unis (Billboard Hot 100)             | 30                 |
| États-Unis (R&B Singles)                   | 2                  |
| États-Unis (Dance Music/Club Play Singles) | 4                  |
| France (SNEP)                              | 56                 |
| Nouvelle-Zélande (RMNZ)                    | 49                 |
| Royaume-Uni (UK Singles Chart)             | 7                  |